# Санту-Кинтину
Санту-Кинтину (порт. Santo Quintino)  —  район (фрегезия) в Португалии,  входит в округ Лиссабон. Является составной частью муниципалитета  Собрал-де-Монте-Аграсу. По старому административному делению входил в провинцию Эштремадура. Входит в экономико-статистический  субрегион Оэште, который входит в Центральный регион. Население составляет 3432 человека на 2001 год. Занимает площадь 28,88 км².
Покровителем района считается Санту-Кинтину (порт. Santo Quintino). 